# Pilocarpus
Pilocarpus é um género botânico pertencente à família Rutaceae.

## Espécies
Espécies selecionadas
- Pilocarpus jaborandi
- Pilocarpus microphyllus
- Pilocarpus racemosus
- Pilocarpus pennatifolius
- Pilocarpus spicatus

1. ↑  «Pilocarpus — World Flora Online». www.worldfloraonline.org. Consultado em 19 de agosto de 2020